# شين لينون
شين لينون (بالإنجليزية: Sean Lennon)‏ هو عازف قيثارة وعازف بيانو ومغني وملحن وشاعر وممثل أمريكي، ولد في 9 أكتوبر 1975 بنيويورك في الولايات المتحدة.

## أعمال

### أفلام
- (1988)  جون لينون
- (1988) مون والكر

## وصلات خارجية
- شين لينون على موقع IMDb (الإنجليزية)
- شين لينون على موقع الموسوعة البريطانية (الإنجليزية)
- شين لينون على موقع ألو سيني (الفرنسية)
- شين لينون على موقع ميوزك برينز (الإنجليزية)
- شين لينون على موقع رولينغ ستون (الإنجليزية)
- شين لينون على موقع أول موفي (الإنجليزية)
- شين لينون على موقع قاعدة بيانات الأفلام السويدية (السويدية)
- شين لينون على موقع إن إن دي بي (الإنجليزية)
- شين لينون على موقع أول ميوزيك (الإنجليزية)
- شين لينون على موقع ديسكوغز (الإنجليزية)